# AKIRA (プロレスラー)
AKIRA（アキラ、1966年3月13日 – ）は、日本の男性プロレスラー、俳優。本名：野上 彰（のがみ あきら）。プロレスラーとしてはMAKAIに所属、俳優としてはアキラノガミの名前で浅井企画に所属している。千葉県習志野市出身。血液型O型。

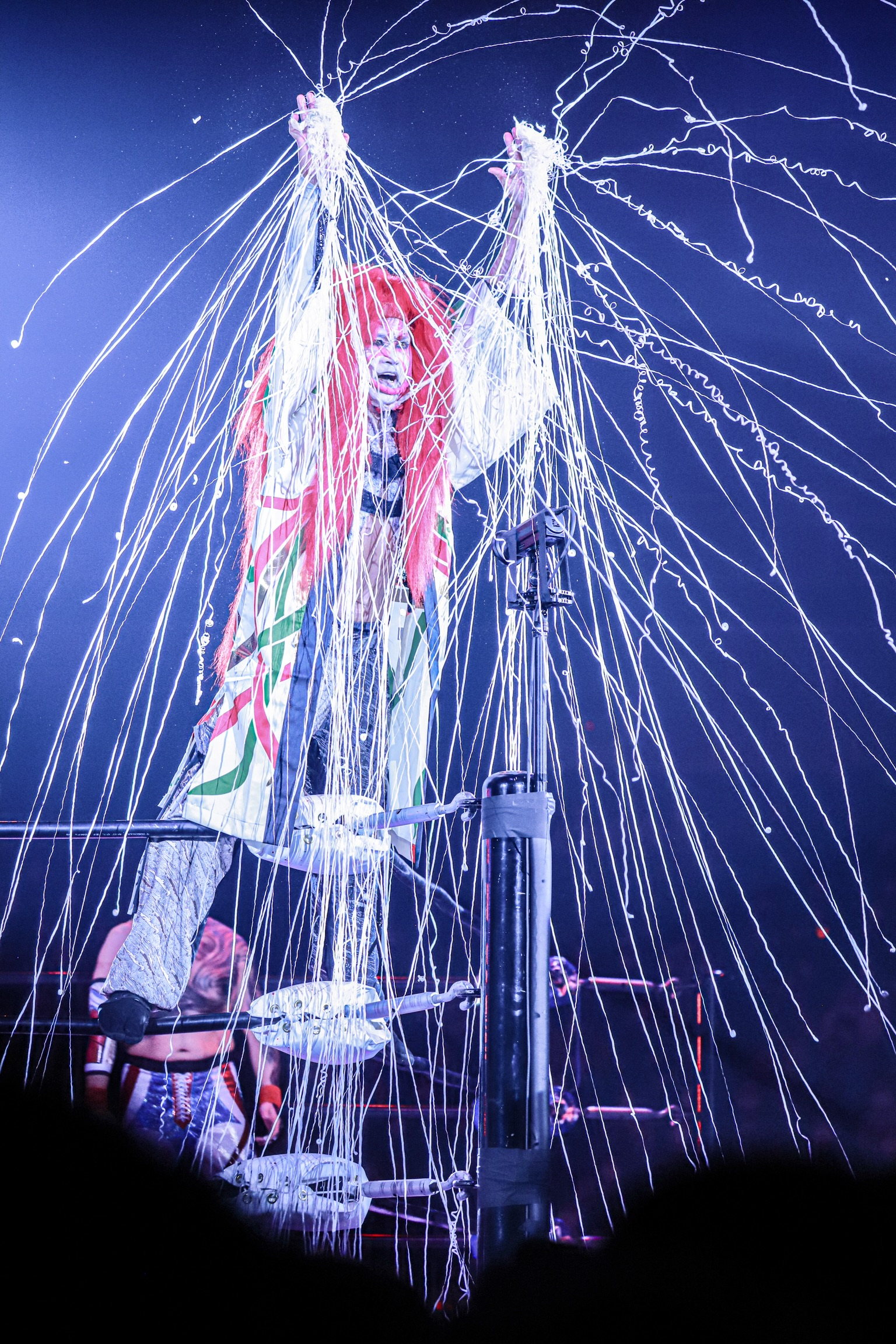
2023.01.22 Noah横浜アリーナ AKIRA選手

## 来歴
1984年、新日本プロレスに入門する。同期には、武藤敬司、橋本真也、蝶野正洋、船木誠勝らがいた。福岡県立久留米体育館における武藤敬司戦でデビュー。船木誠勝と組み、タッグでU.W.F.の安生洋二・中野龍雄組と好試合を連発し、前座を沸かせる。その後欧州武者修行を経て、凱旋帰国と同時に第16代IWGPジュニアヘビー級王座を奪取。この頃、東京ドーム大会で、連獅子風のコスチュームで隈取を施しAKIRAとして試合を行ったこともある。その後、体重を上げてヘビー級に転向、飯塚高史と「J・J・JACKS」を結成した（さらにエル・サムライを加え、「新世代闘魂トリオ」の名を付けられた時期もある）。1996年にコンビを解消し、平成維震軍の一員となった。
1998年以降、試合（主に橋本の蹴り）の影響で網膜剥離を患う。レスラーとしてはセミリタイア状態となり、俳優業を開始（後述）。しかし、当時欠場中だった蝶野に誘われ、TEAM 2000に「ムービースター」の二つ名で参加。AKIRAと完全に改名し、オブジェを顔面に接着したような風変わりな覆面で試合に乱入、俳優経験を生かした高いアピール力と弾けたファイトぶりで、高い会場人気を得た。その後はジュニア戦線に主戦場を移し、金本浩二や稔（当時は田中稔）との対決は常に名勝負となった。
2004年には新日本プロレスから離脱、フリーとなって全日本プロレスにスポット参戦し、当時カズ・ハヤシが保有していた世界ジュニアヘビー級王座のタイトルに挑戦した。AKIRAが初めて全日マットに上がった際、二足の草鞋を履いているからといってどちらもおざなりにせずプロレスをしていた姿を見た渕正信は絶賛しきりであった。それ以後は週刊プロレスの当時のインタビューコーナー『蝶野王国』で司会の蝶野に対し「全日本で自分の居場所を見つけた」と発言、全日マットをメインに活躍した。
その後和泉元彌のプロレス進出にあたりトレーナーとなった。これを足がかりとしてハッスル・マニアでセッチー鬼瓦軍団の一人としてハッスルに初上陸、クリスマススペシャルでハッスルに正式参戦した。
2006年に近藤修司の保有する世界ジュニアタイトルに挑戦、敗退するもののその日のベストバウトとして高い評価を受けた。ビッグマウス・ラウドにも参戦している。また、知人の紹介でマッスル坂井、鶴見亜門と遭遇しマッスル名物のスローモーションを見て「俺ならもっと上手くできる」と発言し、「マッスル11」にも参戦した。
2007年8月26日に行われた新日本プロレスのC.T.U解散興行で3年ぶりに新日本に参戦。また蝶野正洋、長州力率いる新たなユニットの『レジェンド軍』のメンバーとして活動している。
2008年2月17日、フリーとなってから初タイトルとなるIWGPジュニアタッグ王座を奪取（獣神サンダー・ライガーとのタッグ）。2008年4月、内藤哲也、裕次郎組から防衛するも、現在はタイトルを落としている。
2010年5月29日に新宿FACEで行われたSMASH.3より、TAJIRIからの要請で「ワールド・トライアウト・マッチ」の査定官役を任されることになり、以降SMASHにレギュラー参戦。同年9月24日に同じ新宿FACEで行われたSMASH.8ではメインイベントに出場し、スターバックの保持するFCF王座に挑戦するも敗れた。
2010年12月にはフィンランドに遠征し、11日にヘルシンキで行われたFCFの大会「Talvisota V」にてスター・バックと再戦し、勝利する。
2011年6月、「初代SMASH王座決定トーナメント」1回戦で、J・J・JACKS時代のパートナーだった飯塚高史とまさかの再会を果たす。試合が決まった後、AKIRAは「俺の中に悪魔がいる」など、明らかに平常心ではない行動や発言が目立っていたが、試合当日は頭髪の右側半分のみ剃り上げ、顔には白（ベース）と、青（ライン）の「悪魔ペイント」を施した姿で登場し、見るものの度肝を抜いた。試合でも普段とは異なる狂乱ファイトで飯塚を圧倒するも、結局飯塚が「ヒールの名誉」と言える「反則負け」を選び（飯塚がレフェリーを暴行）、「試合に勝って勝負に負けた」かたちとなってしまった。
2012年4月5日、TAJIRI以下元SMASH所属全選手、レフェリー、練習生と行動をともにし、新団体「Wrestling New Classic」に参加した。現在はWNCのほか他団体にも出場中のいまだ健在の選手でもある。
2014年6月、音楽とプロレスと演劇を融合したイベント「魔界」スタート、7月1日よりTAJIRI、児玉裕輔、土肥孝司、黒潮"イケメン"二郎、藤原ライオンとともにWRESTLE-1に移籍した。
10月10日、AKIRA30周年記念生前葬としてプロレスと演劇を組み合わせた「地獄から来たチャンピオン」を新宿FACEで開催した。
2015年11月、劇団「撃弾☆ボディプレス」を主宰することを発表。記者会見を行った。
2016年6月30日、契約満了につきWRESTLE-1を退団。
2017年2月よりプロレス活動における所属をMAKAIとする。

## 得意技
持ち前の柔軟で伸びのあるバネを活かした跳躍力と、美しいフォームから繰り出す飛び技がクローズアップされがちだが、一点集中攻撃や相手を光らせる術にも長けた試合巧者でもある。また、人一倍研究熱心で一つ、一つの技にこだわりを持っている。
ムササビプレス
いわゆるダイビング・ボディ・プレスだが、フォームの美しさから当時、ワールドプロレスリングの実況を担当していた辻義就（現：よしなり）により命名された代名詞的な技。
両手を広げ切り高さを利用する場合と、両手を広げ切らずに低く、遠くへ突き刺さるように飛んで行く二種類の飛び方を使いわける。
TEAM 2000時代には、相手がリング中央より離れていてもいとも簡単に到達する飛距離を誇っていた。
ムーンサルトプレス
2009年の「BEST OF THE SUPER Jr.」でブラック・タイガー（5代目）戦において初披露。
AKIRAはブログで今後も使用していくつもりである旨の発言をしていた。
トペ・スイシーダ
最も使用頻度の高い場外への飛び技。実況ではムササビロケットと称された事もある。
空中姿勢が非常に美しく、TEAM 2000時代には鉄柵を飛び越えて客席になだれ込むこともあった。
STF
AKIRAがTEAM 2000時代に蝶野から直伝された関節技。
オールドボーイ
相手の上半身をワンハンド・コブラツイストに極める変形のSTF。
フィニッシュ・ホールドとしても使用。
足4の字固め
スピニング・トーホールドのように体を回転することなく素早く仕掛けるのが特徴。
脚を攻撃の的として絞った際に低空ドロップキックからの連携で使用される事が多い。
グローイングアップ
オールドボーイの体勢からそのまま横に回転しフォールを奪う丸め込み技。
使用頻度は低く、奥の手的な技である。
レジェンド風サンセット
いわゆるローリングクラッチホールド。
技名はかつて同技がサンセットの名で呼ばれたことに由来する。
ダブルアームスープレックス
ヨーロッパ遠征で習得した技。
凱旋帰国後のジュニアヘビー級前期時代にフィニッシュ・ホールドとして多用。
ドラゴンスープレックス
AKIRAが若手時代から現在に至るまで時折使用している技。
グローイングアップ同様、AKIRAにとっては奥の手的な技である。
延髄斬り
持ち前の跳躍力を活かした技。キャッチ式（足掛け式）も使用。
レジェンド以降は素早い助走からのシャイニング式も使用。
ドロップキック
主に試合序盤から中盤に使用される。低空式も使用。
フォームの美しさ・跳躍力などから、名手の一人に数えられる。
ミサイルキック
若手時代から得意としているが、かつては正面飛び式を使用していた。
西村修同様、屈伸させた両足を伸ばして蹴るのが特徴。
フライングラリアット
インパクトの瞬間に縦回転する独特のモーションを見せる。
ジ・アンダーテイカーの使用するフォームのものとほぼ同型。
リープ・フロッグ
ロープに振った相手を跳び越えるムーブ。
ドロップキック同様、名手の一人に数えられる。
回転受け身
ラリアットを受けた際、後方一回転して受け身を取ることで威力を引き立たせるやられ技。
パット・タナカ、外道に代表される木の葉（キリモミ）式も見せる。

## タイトル歴
新日本プロレス
- 第16代IWGPジュニアヘビー級王座
- 第20代IWGPジュニアタッグ王座（パートナーは獣神サンダー・ライガー）

Wrestling New Classic
- 初代WNC王座
- 初代WNC王座決定トーナメント優勝（2012年）

WRESTLE-1
- 第13代WRESTLE-1タッグチャンピオンシップ（パートナーは征矢学）

## 入場曲
- Break on through（The Doors）
- 浮舟（GO!GO!7188） - 歌舞伎役者のような和風のコスチュームの時に使用
- Attero Dominatus（Sabaton） - SMASHでの試合時に使用
- SILENCE ACTOR（高田宗紀）
- SCREAM（鈴木修）
- 望 継げし者たち（戸塚修） - 新人時代の入場曲

## 芸能活動
プロレスの試合の影響で網膜剥離となって以降、当時の妻の勧めもあり役者を志す。1998年から役者として数多くの舞台、映画、ドラマに出演している。2000年に放送した特撮ドラマ、「仮面ライダークウガ」ではその屈強な体を生かし、サイ種怪人「ズ・ザイン・ダ」の人間体を演じた。
プロレスラー復帰後も芸能活動は続けており、プロレスラーのH（エイチ）・ファッションブランドのZUCCaとのコラボレートユニット「ZAH（ザッチ）」の結成、パラパライベントのプロデュースなど、多方面にわたり活躍している。
2006年度のNHK外国語講座スペイン語会話に生徒役の一人として出演していたが、面接試験が苦手だったことが響き5月25日付の放送で2人目（長谷川恵美に次ぐ）の追放者に決定してしまった。

## メディア出演

### 映画
- 凶犯（1999年、ビジョンスギモト）
- NINE 9（2000年、ベンチャーフィルム）大久保役
- 仁義 序章（2001年、日本映像、フルメディア）
- いかレスラー（2004年、ファントム・フィルム）田口浩二 / たこレスラー役
- お父さんのバックドロップ（2004年、シネカノン）斉藤政夫役
- THE WINDS OF GOD -KAMIKAZE-（2006年日本公開／2007年アメリカ公開）崔文雄上飛曹役
- SUPPINぶるうす ザ・ムービー（2004年）吉良警部補 役
- カクトウ便Vol.3　そして、世界の終り（2007年、クレイ）藤岡猛役

### テレビドラマ
- じじゃじゃ馬ならし（1993年、フジテレビ）
- 仮面ライダークウガ（2000年、テレビ朝日）本名の「野上彰」名義で出演 ズ・ザイン・ダ役
- 子連れ狼（2002年、テレビ朝日）
- 大河ドラマ 武蔵 MUSASHI（2003年、NHK）砲術師・田中数馬役
- FIRE BOYS 〜め組の大吾〜（2004年、フジテレビ）5話、9話　レスキュー隊役
- ラストクリスマス（2004年、フジテレビ）
- 月曜ミステリー劇場 山村美紗サスペンス 狩矢警部シリーズ第2弾 京都弓道殺人事件（2006年、TBS）
- セクシーボイスアンドロボ（2007年、日本テレビ）チンピラ役
- 派遣のオスカル〜少女漫画に愛をこめて（2009年8月、NHK）
- ファイヤーレオン（2013年、TOKYO MX）バイオレスラー・スーツアクター

### その他のテレビ番組
- タモリ倶楽部 さよなら20世紀SPECIAL 「新幹線各駅停車うどんつゆの旅」（2000年12月22日、テレビ朝日）: 天山広吉と共に出演。東海道新幹線の駅のうどんつゆの色はどこから関西風に変わるのか検証する回のゲスト。
- NHK外国語講座 スペイン語会話（2006年度4月 - 5月）
- オールスター感謝祭（2008年3月29日）: ぬるぬる相撲に出場しフットボールアワー岩尾望と対戦した。

### ゲーム
- 仮面ライダークウガ（本名の「野上彰」名義で出演 ズ・ザイン・ダ）
- オールスタープロレスリング

### ラジオ
- AKIRAの月刊ムササビPress（2021年 - 、ラジオフチューズ）

### 舞台
- 劇団うわの空・藤志郎一座『水の中のホームベース』（1998年、初舞台）
- 劇団カムカムミニキーナ大晦日6時間特別公演『鈴木の大地』（2001年、全労済ホールスペース・ゼロ）鈴木孝政役
- MAKOTO（2002年）坂本竜馬役
- 城（2005年1月、新国立劇場）
- THE WINDS OF GOD ~零のかなたへ~（2005年全国34ヶ所ツアー・2006年全国28ヶ所ツアー・2008年全国20ヶ所ツアー、紀伊国屋サザンシアターほか）山田貴文 分隊長／神父 役
- NODA MAP第12回公演『ロープ』（2006年、シアターコクーン）
- 撃弾☆ボディプレス『イキザマ』（2015年12月25日 - 27日、北千住シアター1010） - 出演、脚色[5]

## 著書
- 平成維震軍「覇」道に生きた男たち（2020年1月23日、辰巳出版）越中詩郎、小林邦昭、木村健吾、ザ・グレート・カブキ、青柳政司、齋藤彰俊、AKIRAによる共著